# Zalakaros
Zalakaros là một thành phố thuộc hạt Zala, Hungary. Thành phố này có diện tích 17,17 km², dân số năm 2010 là 1808 người, mật độ 105 người/km².